# Карлос Хуан Фінлей
Карлос Хуан Фінлей (ісп. Carlos Juan Finlay, народжений як ісп. Juan Carlos Finlay y Barrés; 3 грудня 1833, Пуерто-Принсіпі, Куба — 20 серпня 1915, Гавана, Куба) — кубинський лікар та фізіолог, дослідник тропічних хвороб.

## Біографія
Фінлей народився у місті Пуерто-Принсіпі у французько-шотландській родині. У 1853 році він поступив до Коледж медицини Джеффесона у Філадельфії, Пенсільванія, який він закінчив в 1855 році, після чого продовжив навчання в Гавані та Парижі. Після закінчення навчання він оселився в Гавані та відкрив медичну практику.
Наукові робити Фінлея, переважно проведені протягом 1870-их років. Він першим запропонував в 1881 році, що комарі можуть бути векторами (переносниками) збудника жовтої гарячки: комар, що вкусив жертву хвороби може потім вкусити здорову людину і передати хворобу. Роком пізніше Фінлей ідентифікував групу комарів, рід Aedes, що були переносниками цієї хвороби. Висновком його роботи була порада тримати популяцію комарів під контролем для обмеження передачі хвороби. Хоча і прохолодно сприйнята сучасниками, ця робота була перевірена через 20 років, в 1900 році, комісією Вальтера Ріда, яка працювала за патронування Вільяма Горгаса, і після цього отримала всесвітню відомість.
У 1902 році Фінлей був призначений головою міністерства охорони здоров'я Куби, він займав цю посаду до 1909 року. Також він був членом Королівської академії Гавани.
Завдяки роботам Фінлея в 1903 році вдалося різко знизити смертність працівників на будівництві Панамського каналу, до того від тропічних хвороб (тропічної малярії та жовтої гарячки) щороку гинуло близько 10 % робітників.
Крім вивчення малярії та. особливо, жовтої гарячки, про яку він опублікував 40 наукових робіт, Фінлей займався дослідженнями лепри, холери, хвороб рослин.
Сім разів його було номіновано на Нобелівську премію, але він її так і не отримав. У Гавані на його честь споруджений пам'ятник, відомий у місті як «Обеліск», інший пам'ятник стоїть у Панамі. Також його зображення з'являлося на поштових марках Куби 1981 року. На його честь ЮНЕСКО заснувало Премію Фінлея з мікробіології.